# Reading Pantaleón
Reading Pantaleón (14 de diciembre de 1984 en San Francisco de Macorís, República Dominicana) es un estilista de moda dominicano, diseñador de imagen y vestuario para celebridades de cine, series de televisión, comerciales, campañas publicitarias y teatro. Reconocido por la Revista Forbes como uno de "Los Más Creativos de la Región" en Centroamérica.

## Familia e inicios
Hijo de Mickey Pantaleón y Lourdes Alegría, a los 16 años se fue a Santiago de los Caballeros a estudiar Arquitectura en la Pontificia Universidad Católica Madre y Maestra. En esa época fue contratado como redactor de moda por la editora Listín Diario trabajando para la revista Zona N. Luego de esta experiencia decide estudiar Asesoría de Imagen, Estilismo de moda, Moda editorial, Comercialización visual. Su carrera como arquitecto no llegó a concretarse, sin embargo, su formación en arquitectura le proporcionó una base teórica que aplicó en su trabajo como estilista. 
El 31 de diciembre de 2021, Pantaleón contrajo matriminio con el arquitecto Víctor Vidal en Miami, tras dos años y cuatro meses de relación sentimental.

## Trayectoria
“Chef á la Mode”fue su primera colección como diseñador de modas en el 2013.
En 2014 condujo el programa de televisión "Quítame 10 años" junto a la comunicadora dominicana Miralba Ruíz en República Dominicana, un programa de temporada de 12 capítulos que transformaba la imagen y la autoestima de sus participantes. En el 2015 Reading volvió a coconducir este programa en su segunda temporada. 
En el 2017, asumió el cargo de Editor en Jefe de "Flow Magazine" presentando una rebranding de la revista. 
Reading se mudó a Miami, Estados Unidos. Desde entonces, ha colaborado como asesor de imagen para proyectos en la televisión estadounidense como "Un nuevo día", "En casa con Telemundo", "Al Rojo Vivo", "Mira Quién Baila" "Exatlón Estados Unidos", ¨Lo mejor de ti con Chiquis; eventos como los Premios Billboard de la Música Latina, Latin American Music Awards, los Latin Grammys; portadas de revistas como GQ, Vogue y Playboy México, Forbes, People En Español, Hola USA.
En su tierra natal, la República Dominicana, ha trabajado como asesor de imagen para vicepresidentas, líderes empresariales y figuras de la industria del entretenimiento, incluyendo a la actual vicepresidenta de la República, Raquel Peña, y a su predecesora, Margarita Cedeño.
Durante las temporadas 2019 y 2020 de la versión dominicana del programa Got Talent, desempeñó el papel de Director de Imagen y Estilismo.
En el 2022 diseñó y presentó los vestuarios de la línea aérea dominicana Arajet. 
Ha sido presentador en la Alfombra Roja de los Premios Soberano en 5 ocasiones. Siendo su más reciente participación en la edición 2023 como conductor de moda. 

## Actualidad
Actualmente, Reading Pantaleón opera su estudio de imagen y estilismo en Miami. Labora como estilista de celebridades en la cadena Telemundo en Miami. Entre las figuras que ha vestido se encuentran Christian Nodal, Rafael Amaya, Adamari López Julieta Cazzuchelli (Cazzu), Prince Royce, Karla Monroig, Tommy Torres, Luis Figueroa, Pedro Fernández, Karol Sevilla, Ednita Nazario, Paulina Rubio, Emeraude Toubia, Olga Tañón, Denise Quiñones, Milly Quezada, Gisselle Blondet, Dayanara Torres, Carmen Villalobos, Andrea Meza, Eddy Herrera, Milagros Germán, Pamela Sued, Rashel Díaz, Lourdes Stephen, Karina Larrauri, Frederik Oldenburg, Jessica Carillo, Carlos Adyan, Alix Aspe, Ariadna Gutiérrez, Maripily Rivera ”Huracán boricua", etc.

## Distinciones
- Reconocimiento asesor de imagen, celebrity y fashion stylist (Premios a la Moda Dominicana, 2023 )[29]
- Premio Bloque 56  (SFM Magazine Awards, 2023)[30]